# Minyons Escoltes i Guies de Catalunya
Minyons Escoltes i Guies de Catalunya (MEG), també anomenat Minyons Escoltes - Guies Sant Jordi de Catalunya és una entitat d'educació en el lleure sense ànim de lucre que ofereix als nens, nenes i joves l'aventura de créixer i aprendre mitjançant el mètode escolta i guia. Aquest mètode educatiu pretén que cada noi i cada noia esdevingui protagonista del seu propi creixement i de les accions que treballa en equip, amb la finalitat que es formin com a persones solidàries i compromeses amb la societat que els envolta.
MEG té l'objectiu d'aconseguir que aquest col·lectiu sigui capaç de participar activament i críticament a la societat on viu i, per tant, pugui assumir les responsabilitats necessàries per ajudar a construir una societat més justa, solidària i sostenible en tots els punts de vista. Així mateix, seguint la proposta pedagògica i metodològica de l'escoltisme i el guiatge, a MEG es treballa per a l'educació integral de la persona a partir de l'experiència viscuda i de la transmissió de valors com el respecte, la tolerància, el diàleg, la interculturalitat, la sostenibilitat, treballant per tal de "deixar aquest món una mica millor del que l'hem trobat".

## Història
L'any 1945, en el marc de la represa de l'escoltisme català després de la guerra civil, es va crear de forma clandestina el Consell de la Institució Catalana d'Escoltisme que agrupava el conjunt d'agrupaments escoltes d'adscripció laica i de confessional que reprenien les seves activitats o es constituïen de nou. En aquest Consell participava Mn. Antoni Batlle que havia impulsat molts dels agrupaments escoltes d'adscripció confessional en les diverses parròquies i de fet n'actuava de consiliari. Entre 1948 i 1953, els agrupaments havien passat de 12 a 36. Però l'opressió del règim franquista feia témer per la seguretat dels infants, dels caps i dels responsables, i la situació va arribar a ser tan crítica, que l'any 1954 el Consell de la Institució va acordar suspendre les activitats. Tot i aquesta resolució, alguns agrupaments van continuar reunint-se.
En aquest context la mort el 1955 de Mn. Antoni Batlle que maldava des de feia anys per aconseguir l'empara de l'Església per tot l'escoltisme o si més no pels agrupament d'adscripció catòlica, actuà de catalitzador. Així l'agost de l'any 1956 el bisbe de Barcelona va crear la Delegació Diocesana d'Escoltisme més coneguda DDE, que va permetre que alguns agrupaments s'emparessin en la legalitat com moviment d'església. Poc després, els bisbes de Vic i de Girona també van crear les seves DDE a les seves diòcesis. La unió de totes elles va constituir el moviment MSC-Minyons Escoltes. Posteriorment se'ls hi afegiren les altres diòcesis catalanes (Tarragona, Lleida, Urgell, Solsona ...).Totes aquestes DDE'S actuaren de forma coordinada en els camps de la formació de caps, de la metodologia escolta, recursos pedagògics, branques escoltes (LLobatons, Minyons i Clan), publicacions, trobades, etc.
El 1959 es crea a Montserrat l'Associació Catalana d'Escoltisme, com a federació de les tres entitats (escoltisme de nois) resultants del trencament-dissolució de l'ICE: a/ Minyons de Muntanya; b/ Boy Scouts de Catalunya i c/ Delegació Diocesana d'Escoltisme DDE (més endavant anomenada Minyons Escoltes). Aquesta estructura federativa preservava la unitat de l'escoltisme català i, al mateix temps, permetia l'actuació autònoma de tres diferents versions d'escoltisme.
Dins del guiatge (escoltisme de noies) també van sorgir discrepàncies quan els agrupaments catòlics, que eren la majoria, van aconseguir que se'ls reconegués el dret d'associació dins la Germanor de Noies Guies. Aquest fet va generar tensions que van culminar amb la separació definitiva dels agrupaments catòlics, que van crear Guies Sant Jordi amb una estructura federativa similar a la que tenien els escoltes.
Les dues organitzacions, Minyons Escoltes i Guies Sant Jordi van evolucionar de manera paral·lela com a espai de formació democràtica i de renovació pedagògica i es van convertir en una escola de democràcia i civisme. El treball conjunt entre ambdues associacions va portar que el 1977 es fusionessin en una de sola. D'aquesta manera, es va crear Minyons Escoltes Guies Sant Jordi de Catalunya (MEGSJC), que introduïa definitivament el concepte de coeducació, un mateix projecte educatiu dirigit tant als nois com a les noies.
Amb el nom de Siurana de l'Esperit, el primer Aplec de l'Esperit fou una iniciativa d'aquesta entitat, l'any 1978. Des d'aquell moment s'ha celebrat cada quatre o cinc anys convocat per la Conferència Episcopal Tarraconense.
Durant la transició va contribuir de forma destacada en la recuperació de les llibertats democràtiques i nacionals de Catalunya participant en la creació i desenvolupament de la Taula de Joves de Catalunya el 1976 i posteriorment el 1980 en la constitució del Consell Nacional de la Joventut de Catalunya del que és membre de ple dret.
Des d'aleshores, el Moviment ha continuat contribuint en l'educació de moltes generacions i actualment ha esdevingut una entitat dinàmica, capaç de mobilitzar 13.000 infants i joves, que ha sabut adaptar-se al llarg del temps a la realitat juvenil i a la societat catalana, apropant la proposta al jovent i aprofundint constantment en el mètode de treball que és propi de l'escoltisme i el guiatge per fer-ne una eina útil a les necessitats dels nostres dies.

## Proposta educativa
Educa els nois i les noies de Catalunya de cara al seu desenvolupament com a ciutadans compromesos. Adrecen la proposta educativa a tots els infants, adolescents, joves i adults, ja que tota persona té moltes coses a aprendre, un camí per recórrer cap a la transcendència i un país per entendre, estimar i transformar.
La proposta de MEG educativa es fonamenta en tres opcions bàsiques que representen tres angles d'actuació concrets en el terreny del servei a la societat. Aquestes tres opcions es concreten en una proposta de valors explícits a la llei escolta i guia.
Al mateix temps, la proposta educativa no seria completa sense la definició d'una metodologia que defineix el seu estil de fer, parlen de l'educació per a l'acció i de la Pedagogia del Projecte. A més a més, han concretat els trets qualitatius que configuren el seu mètode, són els anomenats dinamismes.
L'organització dels agrupament es fa en cinc unitats. El conjunt de totes les unitats d'un mateix interval d'edat dels diferents agrupaments del Moviment es coneix amb el nom de branques (veure:Branques escoltes) i cadascuna d'elles té un nom concret.
Cada branca treballa independentment en els seus projectes, encara que es basen tots en una mateixa proposta metodològica que guia l'acció educativa. Cada grup és autònom i presenta iniciatives de grup, mitjançant l'anomenada Pedagogia del Projecte.
El mètode escolta i guia està pensat per treballar progressivament amb infants i joves des dels 6 fins als 19 anys. En cadascuna d'aquestes etapes, l'infant creix i es forma fins a acabar el procés educatiu.

## Agrupaments[9]

Mapa de les demarcacions de Minyons Escoltes i Guies de Catalunya.

Durant el curs 2013-2014 tenia més de 13.500 infants i joves i uns 3.000 caps distribuïts en 150 agrupaments. Per poder dur a terme una bona gestió, MEG està distribuïda en demarcacions que engloben una o diverses comarques del principat de Catalunya. En total té 8 demarcacions que dinamitzen les decisions i la gestió de l'entitat d'educació en el lleure infantil i juvenil més gran de tot Catalunya.